# Петер Готар
Петер Готар (угор. Gothár Péter; *28 серпня 1947, Печ) — угорський режисер театру і кіно, сценарист.

## Біографія
По року провчився в сільськогосподарському університеті і харчовому інституті, прийшов на телебачення, в 1968-1971 працював там асистентом режисера.
Закінчив будапештську Вищу школу театру і кіно (1975).
Працював режисером на телебаченні і в театрі.
У 1979-1992 — головний режисер театру в місті Капошвар. Працював за кордоном: ставив в Торуні п'єсу Тадеуша Ружевича «Пастка». Перший самостійний повнометражний кінофільм — «Цей день — подарунок» (1979).
19 листопада 2019 року Театр ім. Катона Йожефа опублікував на своїй сторінці у Facebook заяву про те, що його керівництву стало відомо про поведінку, яка перетинає етичні межі в театрі, у зв'язку з чим було призначено внутрішнє розслідування із залученням зовнішніх експертів, а відповідну особу було звільнено з посади та заборонено відвідувати театр з негайним вступом в силу. Наступного дня в ефірі того ж каналу Петер Готар визнав, що саме він рік тому сексуально домагався колеги, перед якою він вибачився і отримав вибачення. Того ж дня він попросив провести етичне розслідування проти себе в Університеті театрального і кіномистецтва, де після двох засідань — а до кінця процедури не було отримано жодних повідомлень про можливі етичні порушення в університеті — проректор Ласло Упор розірвав з ним контракт, прийнявши рекомендацію Комітету з етики.

## Фільмографія
- Bereményi Géza: Halmi, vagy a tékozló fiú (1979)
- Harold Pinter: Hazatérés (1980)
- Kleist: Az eltört korsó (1980)
- Szomory Dezső: Hermelin (1982, 1990)
- Gogol: A revizor (1982)
- Katajev: A Werthert már megírták (1983)
- Hoffmann: Diótörő (1984, 1991)
- Caragiale: Farsang (1984)
- Strauss: A cigánybáró (1984)
- Majakovszkij: Gőzfürdő (1985)
- Koenigsmark: Agyő, kedvesem! (1985, 1997)
- Dürrenmatt: Az öreg hölgy látogatása (1986)
- Mrozek: A rendőrség (1987)
- Brecht: Kurázsi mama és gyermekei (1989)
- Bulgakov: Kutyaszív (1989)
- Brecht: Koldusopera (1990)
- Johnson: Négyhangú opera (1991, 2000)
- O'Casey: A kezdet vége (1991)
- Tersánszky Józsi Jenő: Kakuk Marci (1992)
- Ödön von Horváth: Hit, remény, szeretet (1993)
- William Shakespeare: Szentivánéji álom (1994)
- Edward Albee: Nem félünk a farkastól (1995)
- Jerofejev: Walpurgis-éj, avagy a kővendég léptei (1996)
- Molière: Dandin György avagy a megcsúfolt férj (1996)
- Osztrovszkij: Erdő (1999)
- Harrower: Kés a tyúkban (1999)
- Thomas Bernhard: A színházcsináló (2000)
- Harold Pinter: A születésnap (2000)
- McDonagh: A kripli (2001, 2010)
- Henrik Ibsen: Hedda Gabler (2002)
- Albee: Szilvia, a K. (2003)
- Szigarev: Fekete tej (2004)
- Martin McDonagh: Vaknyugat (2004, 2010)
- Örkény István: Tóték (2004)
- Zelenka: Hétköznapi őrületek (2005)
- Darvasi László: Trapiti (2005)
- Selmeczi György: A szirén (2005)
- Papp-Térey: Kazamaták (2006)
- Krleza: Szentistvánnapi búcsú (2006)
- Szophoklész: Trakhiszi nők (2007)
- Gogol: Háztűznéző (2007)
- Vvegyenszkij: Ivanovék karácsonya (2007)
- Kleist: Amphitryon (2008)
- Molière: Mizantróp (2008)
- Vinnai András: Vakond (2009)
- Andrejev: Kutyakeringő (2009)
- William Shakespeare: Lear király (2010)
- Schimmelpfennig: Golden Dragon (2010)
- Esterházy Péter: Én vagyok a Te (2011)
- Fekete Gyula: Excelsior! (2011)
- Bessenyei György: A filozófus (2011)
- William Shakespeare: Makrancos Kata (2012)
- Csokonai Vitéz Mihály: Karnyóné-gyakorlatok (2012)
- Білий Бог / Fehér isten(2014)

## Визнання
Лауреат багатьох вітчизняних і зарубіжних премій.

## Примітка
1. ↑  Attila, Varga (20 листопада 2019). Gothár Péter a Katona zaklatási botrányának főszereplője. index.hu (угор.). Процитовано 20 листопада 2019.
2. ↑  A Színház- és Filmművészeti Egyetem közleménye. szfe.hu. 20 листопада 2019. Архів оригіналу за 4 лютого 2023. Процитовано 8 вересня 2023.
3. ↑  Az Etikai Bizottság összefoglalója a 2019. december 4-én megtartott ülésről. szfe.hu. 4 грудня 2019. Архів оригіналу за 4 лютого 2023. Процитовано 8 вересня 2023.
4. ↑  A Színház- és Filmművészeti Egyetem Etikai Bizottságának közleménye. szfe.hu. 9 грудня 2019. Архів оригіналу за 1 лютого 2023. Процитовано 8 вересня 2023.